# Женска фудбалска репрезентација Вијетнама
Женска фудбалска репрезентација Вијетнама (виј. Đội tuyển bóng đá nữ quốc gia Việt Nam) национални је фудбалски тим који на међународној сцени представља азијску државу Вијетнам. Репрезентација је под контролом Вијетнамске фудбалске федерације (ВФФ). То је један од најуспешнијих женских фудбалских тимова у југоисточној Азији и заузима 5. место у Азији.

## Историја

### Почетак
Вијетнамски женски фудбал основан је 1990. године, али тек 1997. године женски тим је имао први меч. Тим је постао један од најмоћнијих женских фудбалских тимова у југоисточној Азији од 2001. заједно са Тајландом. Вијетнам је учврстио своју позицију у региону освајањем златних медаља на АФФ женском првенству 2006, 2012. и 2019. Такође, на женском нивоу СЕА Игара (фудбал на играма Југоистичне Азије), Вијетнам је такође учврстио своју позицију, освајајући злато 2001, 2003, 2005, 2017, издања 2019, 2021 и 2023.
Упркос томе што је била успешна у женском фудбалу југоисточне Азије, Вијетнам је пао на континенталним турнирима као што су АФК женски куп Азије и Азијске игре. Вијетнам се први пут квалификовао за Куп Азије за жене 1999. године и од тада је задржао квалификациони низ, а два пута је био домаћин такмичења, први пут 2008. и други 2014. године, али Вијетнам је сваки пут остајао само у групној фазји Да ствар буде гора, Вијетнам је чак пропустио ФИФА Светско првенство за жене 2015. у поразу у плеј-офу код куће од највећег ривала Тајланда, 1 : 2.
На Азијским играма, Вијетнам је прво учествовао на 1998. године. на Тајланду, а за прва четири издања Вијетнам није имао много тога да импресионира, а прва победа Вијетнама је била тек на Азијским играма 2010. године. Вијетнам је направио велики искорак на Азијским играма 2014. године, заузевши по први пут четврто место. Вијетнам је поново напредовао из групне фазе на Азијским играма 2018, али је изгубио од Кинеског Тајпеја, после извођења пенала.

### Снабдевачи опреме
| Спонзор     | Време      | Белешка |
| ----------- | ---------- | ------- |
| Адидас      | 1996—2005  | [ 2 ]   |
| Ли Нинг     | 2006—2008  |         |
| Најки       | 2009—2013  |         |
| Гранд спорт | 2014—данас |         |

## Достигнућа

### Регионално
- АФК Куп Азије

Наступи (12): 2004., 2006., 2007., 2008., 2011., 2012., 2013., 2015., 2016., 2018., 2019., 2022.
 Победнице (3): 2006., 2012., 2019.
  Другопласиране (3): 2004., 2008., 2016.
 Треће место (5): 2004, 2007., 2011., 2013., 2018.
Четвртп место (2): 2015, 2022.
- САЕ игре

Наступи (11): 1997, 2001, 2003, 2005, 2007, 2009, 2017, 2019, 2021, 2023
 Шампионке (8): 2001, 2003, 2005, 2009, 2013, 2017, 2019, 2021, 2023
  2. место (2): 2007, 2013
 3. место (1): 1997

## Такмичарски рекорд

### Светско првенство за жене
| Наступи Вијетнамске репрезентације | Наступи Вијетнамске репрезентације | Наступи Вијетнамске репрезентације | Наступи Вијетнамске репрезентације | Наступи Вијетнамске репрезентације | Наступи Вијетнамске репрезентације | Наступи Вијетнамске репрезентације | Наступи Вијетнамске репрезентације | Наступи Вијетнамске репрезентације |
| Година                             | Коло                               | Поз                                | Ута                                | Поб                                | Нер*                               | Изг                                | ГД                                 | ГП                                 |
| ---------------------------------- | ---------------------------------- | ---------------------------------- | ---------------------------------- | ---------------------------------- | ---------------------------------- | ---------------------------------- | ---------------------------------- | ---------------------------------- |
| 1991.                              | Нису учествовале                   | Нису учествовале                   | Нису учествовале                   | Нису учествовале                   | Нису учествовале                   | Нису учествовале                   | Нису учествовале                   | Нису учествовале                   |
| 1995.                              | Нису учествовале                   | Нису учествовале                   | Нису учествовале                   | Нису учествовале                   | Нису учествовале                   | Нису учествовале                   | Нису учествовале                   | Нису учествовале                   |
| 1999.                              | Нису учествовале                   | Нису учествовале                   | Нису учествовале                   | Нису учествовале                   | Нису учествовале                   | Нису учествовале                   | Нису учествовале                   | Нису учествовале                   |
| 2003.                              | Нису се квалификовале              | Нису се квалификовале              | Нису се квалификовале              | Нису се квалификовале              | Нису се квалификовале              | Нису се квалификовале              | Нису се квалификовале              | Нису се квалификовале              |
| 2007.                              | Нису се квалификовале              | Нису се квалификовале              | Нису се квалификовале              | Нису се квалификовале              | Нису се квалификовале              | Нису се квалификовале              | Нису се квалификовале              | Нису се квалификовале              |
| 2011.                              | Нису се квалификовале              | Нису се квалификовале              | Нису се квалификовале              | Нису се квалификовале              | Нису се квалификовале              | Нису се квалификовале              | Нису се квалификовале              | Нису се квалификовале              |
| 2015.                              | Нису се квалификовале              | Нису се квалификовале              | Нису се квалификовале              | Нису се квалификовале              | Нису се квалификовале              | Нису се квалификовале              | Нису се квалификовале              | Нису се квалификовале              |
| 2019.                              | Нису се квалификовале              | Нису се квалификовале              | Нису се квалификовале              | Нису се квалификовале              | Нису се квалификовале              | Нису се квалификовале              | Нису се квалификовале              | Нису се квалификовале              |
| 2023.                              | Групна фаза                        | Групна фаза                        | 2                                  | 0                                  | 0                                  | 2                                  | 0                                  | 5                                  |
| 2027.                              | У току                             | У току                             | У току                             | У току                             | У току                             | У току                             | У току                             | У току                             |
| Наступи                            | 1/9                                | Групна фаза'                       | 2                                  | 0                                  | 0                                  | 2                                  | 0                                  | 5                                  |

### Олимпијске игре
| Вијетнам на Олимпијским играма | Вијетнам на Олимпијским играма | Вијетнам на Олимпијским играма | Вијетнам на Олимпијским играма | Вијетнам на Олимпијским играма | Вијетнам на Олимпијским играма | Вијетнам на Олимпијским играма | Вијетнам на Олимпијским играма | Вијетнам на Олимпијским играма |
| Година                         | Коло                           | Позиција                       | Ута                            | Поб                            | Нер*                           | Изг                            | ГД                             | ГП                             |
| ------------------------------ | ------------------------------ | ------------------------------ | ------------------------------ | ------------------------------ | ------------------------------ | ------------------------------ | ------------------------------ | ------------------------------ |
| 1996.                          | Нису учествовале               | Нису учествовале               | Нису учествовале               | Нису учествовале               | Нису учествовале               | Нису учествовале               | Нису учествовале               | Нису учествовале               |
| 2000.                          | Нису учествовале               | Нису учествовале               | Нису учествовале               | Нису учествовале               | Нису учествовале               | Нису учествовале               | Нису учествовале               | Нису учествовале               |
| 2004.                          | Нису учествовале               | Нису учествовале               | Нису учествовале               | Нису учествовале               | Нису учествовале               | Нису учествовале               | Нису учествовале               | Нису учествовале               |
| 2008.                          | Нису се квалификовале          | Нису се квалификовале          | Нису се квалификовале          | Нису се квалификовале          | Нису се квалификовале          | Нису се квалификовале          | Нису се квалификовале          | Нису се квалификовале          |
| 2012.                          | Нису се квалификовале          | Нису се квалификовале          | Нису се квалификовале          | Нису се квалификовале          | Нису се квалификовале          | Нису се квалификовале          | Нису се квалификовале          | Нису се квалификовале          |
| 2016.                          | Нису се квалификовале          | Нису се квалификовале          | Нису се квалификовале          | Нису се квалификовале          | Нису се квалификовале          | Нису се квалификовале          | Нису се квалификовале          | Нису се квалификовале          |
| 2020.                          | Нису се квалификовале          | Нису се квалификовале          | Нису се квалификовале          | Нису се квалификовале          | Нису се квалификовале          | Нису се квалификовале          | Нису се квалификовале          | Нису се квалификовале          |
| 2024.                          | У току                         | У току                         | У току                         | У току                         | У току                         | У току                         | У току                         | У току                         |
| 2028.                          | У току                         | У току                         | У току                         | У току                         | У току                         | У току                         | У току                         | У току                         |
| Наступи                        | 0/7                            | –                              | –                              | –                              | –                              | –                              | –                              | –                              |

### АФК Куп Азије у фудбалу за жене
| Вијетнам на АФК Купу Азије | Вијетнам на АФК Купу Азије | Вијетнам на АФК Купу Азије | Вијетнам на АФК Купу Азије | Вијетнам на АФК Купу Азије | Вијетнам на АФК Купу Азије | Вијетнам на АФК Купу Азије | Вијетнам на АФК Купу Азије | Вијетнам на АФК Купу Азије |
| Година                     | Коло                       | Позиција                   | Ута                        | Поб                        | Нер*                       | Изг                        | ГД                         | ГП                         |
| -------------------------- | -------------------------- | -------------------------- | -------------------------- | -------------------------- | -------------------------- | -------------------------- | -------------------------- | -------------------------- |
| 1975.                      | Нису учествовале           | Нису учествовале           | Нису учествовале           | Нису учествовале           | Нису учествовале           | Нису учествовале           | Нису учествовале           | Нису учествовале           |
| 1977.                      | Нису учествовале           | Нису учествовале           | Нису учествовале           | Нису учествовале           | Нису учествовале           | Нису учествовале           | Нису учествовале           | Нису учествовале           |
| 1980.                      | Нису учествовале           | Нису учествовале           | Нису учествовале           | Нису учествовале           | Нису учествовале           | Нису учествовале           | Нису учествовале           | Нису учествовале           |
| 1981.                      | Нису учествовале           | Нису учествовале           | Нису учествовале           | Нису учествовале           | Нису учествовале           | Нису учествовале           | Нису учествовале           | Нису учествовале           |
| 1983.                      | Нису учествовале           | Нису учествовале           | Нису учествовале           | Нису учествовале           | Нису учествовале           | Нису учествовале           | Нису учествовале           | Нису учествовале           |
| 1986.                      | Нису учествовале           | Нису учествовале           | Нису учествовале           | Нису учествовале           | Нису учествовале           | Нису учествовале           | Нису учествовале           | Нису учествовале           |
| 1989.                      | Нису учествовале           | Нису учествовале           | Нису учествовале           | Нису учествовале           | Нису учествовале           | Нису учествовале           | Нису учествовале           | Нису учествовале           |
| 1991.                      | Нису учествовале           | Нису учествовале           | Нису учествовале           | Нису учествовале           | Нису учествовале           | Нису учествовале           | Нису учествовале           | Нису учествовале           |
| 1993.                      | Нису учествовале           | Нису учествовале           | Нису учествовале           | Нису учествовале           | Нису учествовале           | Нису учествовале           | Нису учествовале           | Нису учествовале           |
| 1995.                      | Нису учествовале           | Нису учествовале           | Нису учествовале           | Нису учествовале           | Нису учествовале           | Нису учествовале           | Нису учествовале           | Нису учествовале           |
| 1997.                      | Нису учествовале           | Нису учествовале           | Нису учествовале           | Нису учествовале           | Нису учествовале           | Нису учествовале           | Нису учествовале           | Нису учествовале           |
| 1999.                      | Групна фаза                | 9.                         | 4                          | 2                          | 0                          | 2                          | 9                          | 16                         |
| 2001.                      | Групна фаза                | 7.                         | 4                          | 2                          | 0                          | 2                          | 11                         | 7                          |
| 2003.                      | Групна фаза                | 5.                         | 3                          | 2                          | 0                          | 1                          | 6                          | 9                          |
| 2006.                      | Групна фаза                | 6.                         | 3                          | 1                          | 0                          | 2                          | 1                          | 7                          |
| 2008.                      | Групна фаза                | 6.                         | 3                          | 1                          | 0                          | 2                          | 1                          | 4                          |
| 2010.                      | Групна фаза                | 7.                         | 3                          | 0                          | 0                          | 3                          | 0                          | 12                         |
| 2014.                      | Шесто место                | 6.                         | 4                          | 1                          | 0                          | 3                          | 4                          | 9                          |
| 2018.                      | Групна фаза                | 8.                         | 3                          | 0                          | 0                          | 3                          | 0                          | 16                         |
| 2022.                      | Летвртфинале               | 6.                         | 6                          | 2                          | 1                          | 3                          | 7                          | 12                         |
| Укупно                     | Четвртфинале               | 5.                         | 33                         | 11                         | 1                          | 21                         | 39                         | 92                         |

### Азијске игре
| Наступи Вијетнама на азијским играма | Наступи Вијетнама на азијским играма | Наступи Вијетнама на азијским играма | Наступи Вијетнама на азијским играма | Наступи Вијетнама на азијским играма | Наступи Вијетнама на азијским играма | Наступи Вијетнама на азијским играма | Наступи Вијетнама на азијским играма | Наступи Вијетнама на азијским играма |
| Година                               | Коло                                 | Позиција                             | Ута                                  | Поб                                  | Нер*                                 | Изг                                  | ГД                                   | ГП                                   |
| ------------------------------------ | ------------------------------------ | ------------------------------------ | ------------------------------------ | ------------------------------------ | ------------------------------------ | ------------------------------------ | ------------------------------------ | ------------------------------------ |
| 1990.                                | Нису учествовале                     | Нису учествовале                     | Нису учествовале                     | Нису учествовале                     | Нису учествовале                     | Нису учествовале                     | Нису учествовале                     | Нису учествовале                     |
| 1994.                                | Нису учествовале                     | Нису учествовале                     | Нису учествовале                     | Нису учествовале                     | Нису учествовале                     | Нису учествовале                     | Нису учествовале                     | Нису учествовале                     |
| 1998.                                | Групна фаза                          | 6.                                   | 3                                    | 0                                    | 1                                    | 2                                    | 1                                    | 16                                   |
| 2002.                                | Групна фаза                          | 6.                                   | 5                                    | 0                                    | 1                                    | 4                                    | 2                                    | 16                                   |
| 2006.                                | Групна фаза                          | 7.                                   | 3                                    | 0                                    | 0                                    | 3                                    | 2                                    | 11                                   |
| 2010.                                | Групна фаза                          | 5.                                   | 3                                    | 1                                    | 0                                    | 2                                    | 4                                    | 7                                    |
| 2014.                                | Четврто место                        | 4.                                   | 5                                    | 2                                    | 0                                    | 3                                    | 7                                    | 12                                   |
| 2018.                                | Четвртфинале                         | 5.                                   | 3                                    | 1                                    | 1                                    | 1                                    | 3                                    | 9                                    |
| 2022.                                | нп                                   | нп                                   | нп                                   | нп                                   | нп                                   | нп                                   | нп                                   | нп                                   |
| 2026.                                | нп                                   | нп                                   | нп                                   | нп                                   | нп                                   | нп                                   | нп                                   | нп                                   |
| 2030.                                | нп                                   | нп                                   | нп                                   | нп                                   | нп                                   | нп                                   | нп                                   | нп                                   |
| 2034.                                | нп                                   | нп                                   | нп                                   | нп                                   | нп                                   | нп                                   | нп                                   | нп                                   |
| Укупно                               | Четврто место                        | 4.                                   | 22                                   | 4                                    | 3                                    | 15                                   | 19                                   | 71                                   |

## ФИФА светска ранг листа
Ажурирано 10 October 2022
| ФИФА | 42 | 43 | 36 | 36 | 36 | 30 | 32 | 34 | 31 | 30 | 28 | 34 | 29 | 32 | 32 | 35 | 32 | 35 | 32 | 34 | 33 |
| АФК  | 8  | 8  | 7  | 7  | 8  | 6  | 6  | 7  | 7  | 7  | 6  | 7  | 6  | 7  | 7  | 6  | 7  | 6  | 5  | 6  | 5  |